# Niskopodizni viljuškar
Niskopodizni viljuškar je gotovo potpuno istisnuo niskopodizna kolica, jer su standardizirane palete (na primjer europaleta) najčešće zamijenile prijenosne stalke. Viljuškari se vuku rukom ili imaju akumulatorski električni pogon. Upravljaju se ručno, i to hodajući uz viljuškar ili stojeći, odnosno sjedeći na viljuškaru. Uređaj za podizanje najčešće je hidraulički, pokretan ručno ili električki. Viljuška se može podići oko 100 mm. Nosivost niskopodiznih viljuškara iznosi od 1 200 do 3 000 kg, a brzina od 4 do 6 km/h. Niskopodizni viljuškari veoma su prikladni za raznošenje i sakupljanje paletiziranog tereta u radionicama i skladištima. Upotrebljavaju se za utovar i istovar vagona i kamiona preko utovarnih rampa ako se roba ne mora slagati jedna na drugu.

## Podna prenosila
Podna prenosila obuhvaćaju posebna (specijalna) vozila koja se slobodno kreću po podu ili općenito po ravnim plohama, a služe za vodoravan unutrašnji prijenos i pretovar u pogonima, skladištima i slično. Postoji mnogo različitih vrsta podnih prenosila, kao što su: ručna kolica, motorna kolica, tegljači, različita podizna kola, takozvana nadvozna kola, viljuškari i ostala nasložna prenosila. U usporedbi s normalnim cestovnim vozilima, svima su njima zajednička obilježja: manje vanjske mjere (dimenzije) i manje brzine vožnje. Sva podna prenosila imaju slične pogonske mehanizme za vožnju, upravljačke uređaje i ostale sklopove. 
Najvažniji su sklopovi podnih prenosila: pogonski mehanizam za vožnju i upravljački uređaj. O tim sklopovima najviše ovisi učin podnih prenosila u unutrašnjem prijenosu. Visok učin nekog podnog prenosila postiže se velikim ubrzanjem pri polasku, brzom promjenom smjera vožnje i dobrim zaokretom s malim polumjerom zavoja. Podna prenosila u proizvodnim pogonima ne smiju ispuštanjem ispušnih plinova, stvaranjem buke i slično nepovoljno utjecati na radne uvjete i sigurnost rada.

### Niskopodizna podna prenosila
Niskopodizna podna prenosila služe za prijenos materijala koji nije potrebno slagati jedan na drugi. Najstarija su izvedba takvih prenosila niskopodizna kolica s nosivom platformom koja je od 200 do 300 mm iznad poda. Kolica se podvezu pod teret složen na prijenosnom (transportnom) stalku (ploča na 4 kratke noge), pa se pomoću uređaja za podizanje podigne stalak s teretom i preveze na određeno mjesto, gdje se stalak s teretom spusti na pod. 
U istu grupu spadaju i nadvozna kola. Jednostavne, hidraulički pokretane hvataljke prihvaćaju teret i smještaju ga u prostor između 4 vozna kotača. Zbog takva središnjeg smještaja tereta omjer korisne i vlastite mase može iznositi oko 2:1, što je izvanredno povoljno. Nadvozna su kola veoma prikladna za prijenos velikih slogova dugačkih materijala (cijevi, šipke, drvena rezana građa i slično) na prostranim skladišnim prostorima. Nosivost iznosi od 5 do 25 tona, a brzina je do 60 km/h, pa i više.